# Konferenz von Guadeloupe

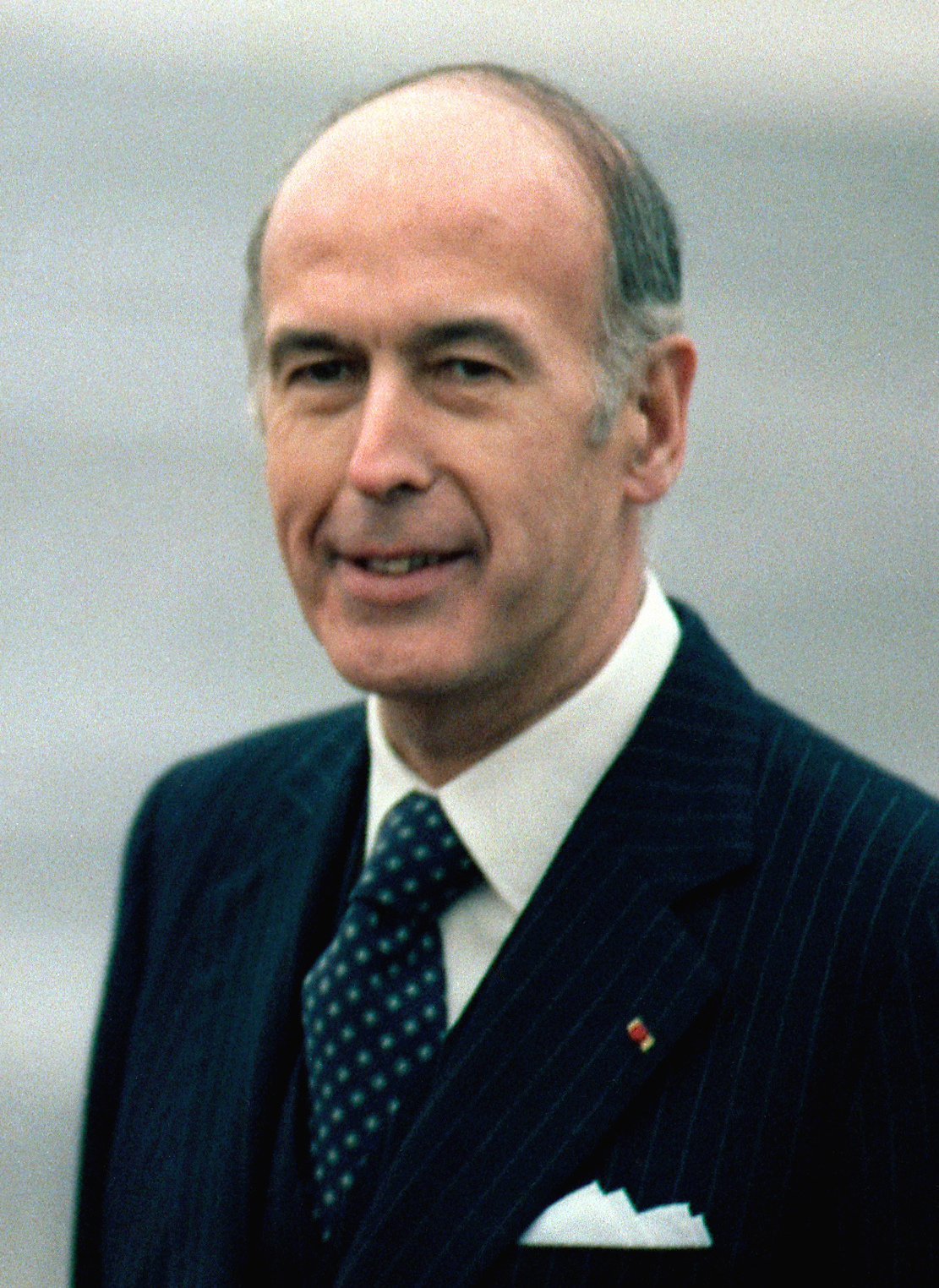
Gastgeber der Konferenz von Guadeloupe Präsident Valéry Giscard d’Estaing

Die Konferenz von Guadeloupe fand vom 4. Januar bis 7. Januar 1979 auf Einladung des französischen Präsidenten Valéry Giscard d’Estaing in Guadeloupe statt. Die Konferenz wurde als informelles Treffen nach dem G7-Gipfel in Bonn von 1978 und zur Vorbereitung des G7-Gipfels in Tokio im Juli 1979 deklariert, um Fragen der internationalen Sicherheit und der Sicherung der Energieversorgung zu diskutieren. Neben der raschen Ratifizierung des SALT-II-Abkommens, dem Verkauf britischer Harrier-Kampfflugzeuge an die Volksrepublik China und der Stationierung von Raketen in Europa war die „Krise im Iran“ eine der bedeutendsten sicherheitspolitischen Fragen, die auf der Konferenz diskutiert wurden. Es sollte entschieden werden, ob der Westen Schah Mohammad Reza Pahlavi weiter unterstützen würde, oder ob man das Gespräch mit seinem politischen Gegner, dem Ajatollah Ruhollah Chomeini, suchen sollte. An der Konferenz nahmen neben dem Gastgeber Valéry Giscard d’Estaing aus Frankreich, Präsident Jimmy Carter aus den USA, Premierminister James Callaghan aus Großbritannien und Bundeskanzler Helmut Schmidt aus Deutschland teil. Auf der Konferenz wurden keine offiziellen Beschlüsse gefasst. Der französische Präsident Valéry Giscard d’Estaing wurde beauftragt, den Kontakt zu Chomeini herzustellen und die Frage eines möglichen Regierungswechsels zu erörtern.

## Die Lage im Iran

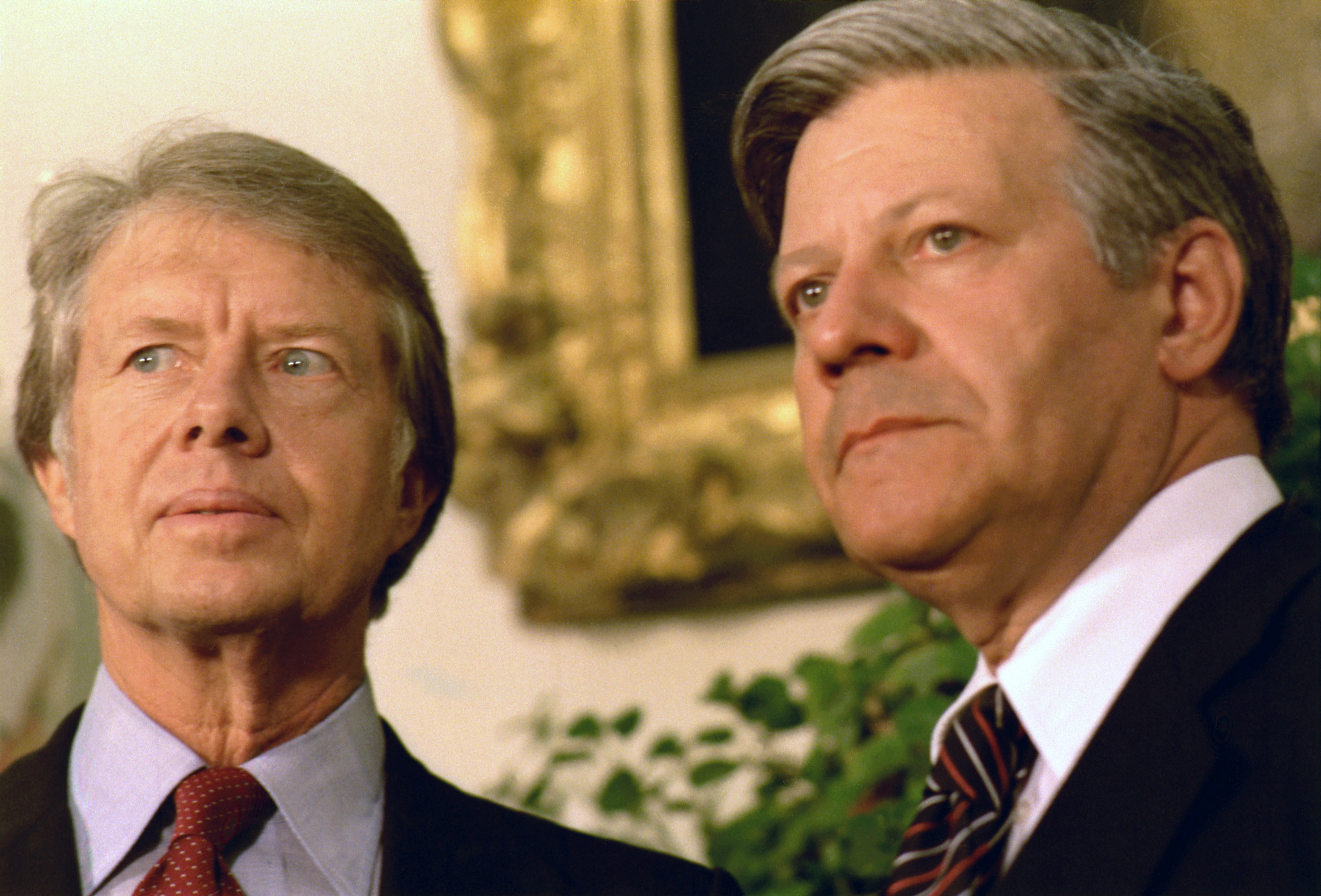
Präsident Jimmy Carter und Bundeskanzler Helmut Schmidt

Das ganze Jahr 1978 war es im Iran zu Demonstrationen und Streiks gekommen. Am 5. November 1978 stand Teheran in Flammen. Verwaltungsgebäude ausländischer Firmen, Kinos, Läden, in denen Alkoholika verkauft wurden, Busse, Autos und vor allem Bankgebäude waren von oppositionellen Gruppen attackiert worden. Nahezu 400 Bankfilialen wurden an diesem Tag in Brand gesetzt. Die Regierung der nationalen Versöhnung von Premierminister Dschafar Scharif-Emami, die erst am 27. August 1978 ihre Arbeit aufgenommen hatte, war mit ihrer Politik der Zugeständnisse an die Opposition vollständig gescheitert. Am 6. November 1978 trat Premierminister Scharif-Emami zurück und wurde durch eine Militärregierung unter Führung von General Gholam Reza Azhari ersetzt.

### Chomeini im französischen Exil
Zur Leitfigur der Oppositionsbewegung war der aus dem langjährigen irakischen Exil am 6. Oktober 1978 nach Neauphle-le-Château in die Nähe von Paris abgeschobene Ajatollah Ruhollah Chomeini geworden. Chomeini formte in Paris einen Schulterschluss zwischen Teilen der Geistlichkeit, der linksintellektuellen Opposition sowie den marxistisch-leninistischen und maoistischen Gruppierungen, deren gemeinsames Ziel der Sturz des Schahs war.
Der französische Präsident Valéry Giscard d’Estaing war der Überzeugung, dass der Schah Mohammad Reza Pahlavi nur noch wenig Unterstützung aus der iranischen Bevölkerung erhielt. Der französische Botschafter hatte Berichte nach Paris gesandt, dass sich die durch Streiks, Demonstrationen und teilweise gewalttätigen Auseinandersetzungen zwischen Sicherheitskräften und Opposition gelähmte Wirtschaft erst wieder erholen würde, wenn der Schah den Iran verließe und Chomeini aus seinem Pariser Exil in den Iran zurückkehren würde. Bis zur Ankunft Chomeinis in Paris am 6. Oktober 1978 war man in der französischen Regierung nicht wirklich darüber informiert, wer Chomeini war, welche Rolle er in den anhaltenden Streiks und Demonstrationen im Iran spielte, und was seine politischen Absichten waren. Der französische Präsident hatte Chomeini bei seiner Einreise gewarnt und eindeutig klargemacht, dass sein Aufenthalt in Frankreich mit der Verpflichtung verbunden sei, nicht zu Gewaltakten im Iran aufzurufen. Dieses eindeutige Verbot hatte Chomeini allerdings von Anfang an missachtet: Laut Informationen, die dem französischen Präsidenten vorlagen, hatte Chomeini Kassetten in den Iran gesandt, in denen zur Ermordung des Schahs aufgerufen wurde.

Präsident Jimmy Carter und Premierminister James Callaghan

Daraufhin hatte Giscard d’Estaing seinen Innenminister Christian Bonnet angewiesen, Chomeini nach Algerien auszuweisen. Auf Anfrage der französischen Regierung erklärte Mohammad Reza Schah: „Die Ausweisung Chomeinis ist eine rein französische Angelegenheit; Iran hat mit dieser Entscheidung nichts zu tun“, woraufhin Giscard d’Estaing die Ausweisung stoppte, da er das damit verbundene politische Risiko nicht alleine tragen wollte. Um sich ein genaues Bild über die Lage im Iran zu machen, entsandte der französische Präsident den Sonderbeauftragten Michel Poniatowski nach Teheran. Poniatowski traf am 27. Dezember 1978 Mohammad Reza Schah und berichtete später in Paris, dass der Monarch am Ende sei, krank, hilflos, allein und fest entschlossen, seine Armee unter keinen Umständen auf Iraner schießen zu lassen.
Präsident Giscard d’Estaing machte die USA für die angespannte Lage im Iran mit verantwortlich. Die USA hatten in den letzten Jahrzehnten die Beziehungen zwischen dem Iran und der westlichen Welt dominiert und hatten nach Meinung des französischen Präsidenten eine besondere Verantwortung für die politische Stabilität Irans übernommen. Nach den Informationen, die dem französischen Präsidenten vorlagen, distanzierten sich sowohl der amerikanische Botschafter als auch nahezu alle anderen Einrichtungen der amerikanischen Regierung, die im Iran tätig waren, vom Schah und schienen eine neue „politische Lösung“ anzustreben, ohne dass es bisher gelungen wäre, dafür „den richtigen Mann zu finden“.
Auch im Irak, dem direkten Nachbarland des Iran, in dem eine große Anzahl an Schiiten beheimatet ist, war man über die politische Entwicklung im Nachbarland beunruhigt. Der Staatschef des Iraks, Saddam Hussein, der eigentlich als politischer Gegner des Schahs bekannt war, hatte sich bei der französischen Regierung dafür verwandt, dass es für seine Zwecke förderlich sei, den Schah im Iran zu halten.

### „Denken wir das Undenkbare“
Im völligen Gegensatz zur früheren Einschätzung der Lage im Iran hatte der Botschafter der USA im Iran William H. Sullivan am 9. November 1978 ein Telegramm mit dem Titel Thinking the Unthinkable (‚das Undenkbare denken‘) nach Washington gesandt. Sullivan ging in seiner Lagebeurteilung von zwei Gruppierungen aus, die den Ausgang der revolutionären Situation beeinflussen würden: die Geistlichkeit und das Militär. Geistlichkeit und Militär waren beide antikommunistisch eingestellt. Wenn es gelänge, das Militär und die Geistlichkeit zur Zusammenarbeit zu bewegen, könnte Chomeini in den Iran zurückkehren und eine ähnliche Rolle wie seinerzeit Mahatma Gandhi in Indien spielen. Chomeini würde einen Politiker der bürgerlichen Opposition als Premierminister vorschlagen, der auch vom Militär akzeptiert werden könnte. Moderate politische Kräfte würden dann die Wahl einer verfassungsgebenden Versammlung organisieren und eine neue Verfassung für den Iran ausarbeiten, die die nichtkommunistischen, nicht-fundamental-islamistischen und pro-westlichen Kräfte stärken würde. Auf der Grundlage dieser Überlegungen hatten Mitarbeiter der US-Botschaft Kontakte mit Führern der Opposition, unter anderem mit Ajatollah Mohammad Beheschti, dem Vertreter Chomeinis in Teheran, aufgenommen. Erste Abstimmungsgespräche zwischen der amerikanischen Botschaft und der Opposition über das weitere Vorgehen waren aus Sicht des US-Botschafters Sullivan vielversprechend verlaufen.
Der Arbeitsstab Iran des Auswärtigen Amtes war der Ansicht, dass die Lage im Iran weiter unklar sei, und dass es zu Ausschreitungen gegen Ausländer auch gegen die 13.000 deutschen Staatsangehörigen, die sich derzeit im Iran befänden, kommen könne. Der Arbeitsstab bat daher am 1. Dezember 1978 die Luftwaffe, vorbereitende Überlegungen anzustellen, wie bei einer plötzlichen Verschärfung der Lage die vielen Deutschen ausgeflogen werden könnten.
Einen Tag vor der Konferenz, am 3. Januar 1979, berief Präsident Carter den Nationalen Sicherheitsrat ein. Alle Anwesenden waren der Meinung, dass der Schah „irreparabel beschädigt“ sei. Vor dem Abflug nach Guadeloupe betonte Zbigniew Brzeziński, der Sicherheitsberater von Präsident Carter, vor der Weltpresse, dass die USA Mohammad Reza Schah voll unterstützen würden. Was das im Einzelnen bedeuten würde, ließ er offen. Man wollte sich in Guadeloupe zunächst mit Frankreich, Großbritannien und Deutschland abstimmen, wie die Krise im Iran beendet werden könnte:

„Die Hauptgefahr, mit der sich der Westen hier auseinanderzusetzen habe, ist die zunehmende Macht des „islamischen Fundamentalismus“, der von dem Hauptgegner des Schahs, Ajatollah Chomeini, über die Unruhen in der Türkei bis zu ähnlichen Strömungen auf der Arabischen Halbinsel und in Pakistan reiche. Dieser Gegner sei unberechenbar, von völlig anderer Dogmatik als der Kommunismus und durch seine fanatische Grundkomponente schwer zu fassen.“

Präsident Jimmy Carter hatte noch vor Beginn der Konferenz ein Telegramm an Mohammad Reza Schah gesandt, dass die USA die Regierung Bachtiar unterstützen würden, und dass Mohammad Reza Schah in den USA als Gast willkommen sei, wenn er den Iran für unbestimmte Zeit verlassen wolle. Die erforderlichen Sicherheitsmaßnahmen würden von Seiten der US-Regierung bereitgestellt. Präsident Jimmy Carter bat den Schah, dass er darauf hinwirken möge, dass die führenden iranischen Militärs im Lande blieben, wenn er das Land denn verließe.
Am 4. Januar 1979, dem Tag an dem die Konferenzteilnehmer in Guadeloupe anreisten, hatte Präsident Carter General Robert E. Huyser nach Teheran entsandt, um mit den führenden Militärs der iranischen Streitkräfte Kontakt aufzunehmen. Die Hauptaufgabe Huysers war zweigeteilt:
- Die Generäle der iranischen Streitkräfte sollten davon abgehalten werden, das Land zu verlassen, wenn Mohammad Reza Schah ins Ausland ginge.
- Die Generäle sollten den designierten Premierminister Schapur Bachtiar nach besten Kräften unterstützen.

Der deutsche Botschafter im Iran, Gerhard Ritzel, bewertete am 4. Januar 1979 die Aussichten der Bildung einer zivilen Regierung unter dem designierten Premierminister Schapur Bachtiar wie folgt:

„Es besteht eine Chance, dass es dem relativ gemäßigten Dr. Bachtiar, obwohl er inzwischen bereits von den radikalen Vertretern der Opposition desavouiert und aus der Nationalen Front ausgeschlossen wurde, gelingen wird, eine zivile Koalitionsregierung zu bilden, die auch von der radikalen Opposition zunächst einmal toleriert würde. Dies setzt voraus, dass der Schah zu wesentlichen Konzessionen bis hin zur praktischen Abdankung […] bereit ist.“

## Die Konferenz

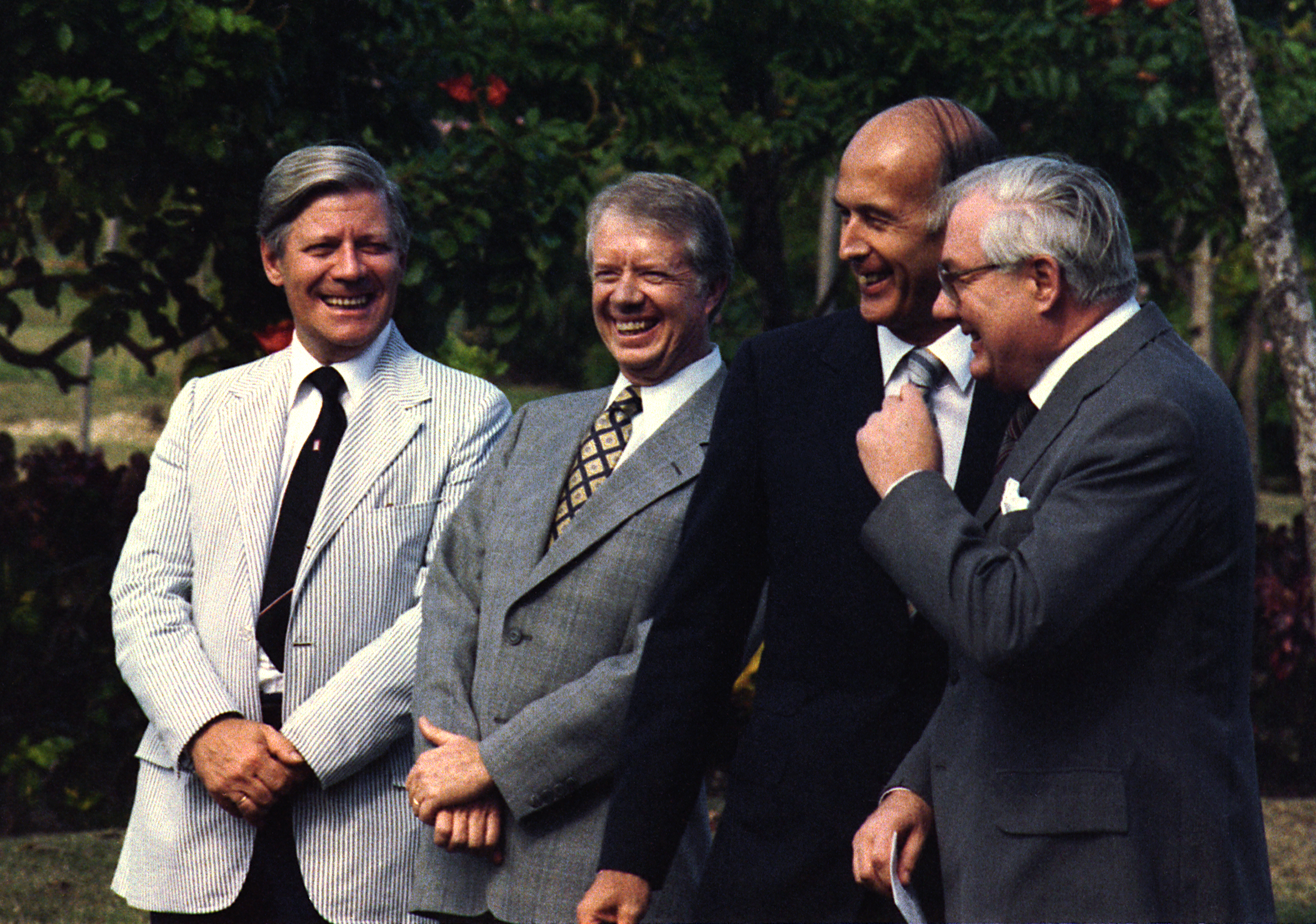
Gastgeber Valéry Giscard d’Estaing, Präsident Jimmy Carter, Premierminister James Callaghan und Bundeskanzler Helmut Schmidt in einer Konferenzpause

Zum offiziellen Beginn der Konferenz, am 5. Januar 1979, führte Präsident Carter mit einem allgemeinen Tour d’horizon insbesondere über die letzte Entwicklungen im Verhältnis zur Volksrepublik China in die weltpolitische Lage ein. Am Nachmittag desselben Tages lag der Schwerpunkt der Diskussion auf den Strategic Arms Limitation Talks (SALT II und SALT III).

### Erste Einschätzungen zur Lage im Iran
Am folgenden Tag wurde zunächst die Diskussion über die SALT II und SALT III vom Vortag fortgesetzt. Anschließend folgte das Thema „Iran“, wobei man sich zunächst über eine gemeinsame Beurteilung der Lage im Iran verständigen musste. Bundeskanzler Helmut Schmidt berichtete über das Engagement der deutschen Wirtschaft im Iran. Er befürchtete durch die Ereignisse im Iran Verluste, die die Bundesrepublik letztlich jedoch verkraften könne. Präsident Carter, der dem Schah zunächst zu einer Militärregierung geraten hatte, war nach dem Scheitern dieser Regierung unter Führung von General Gholam Reza Azhari der Meinung, dass der Schah „nicht zu halten sei“. Präsident Carter ging es jetzt nicht mehr darum, wie man den Schah retten könnte, sondern vielmehr, wie es im Iran nach dem Schah weitergehen sollte. Präsident Valéry Giscard d’Estaing schrieb über die Diskussion in Guadeloupe in seinem Buch Le Pouvoir et La Vie:

„Präsident Jimmy Carter erklärte uns überraschenderweise, dass die Vereinigten Staaten entschieden hätten, das Regime des Schahs nicht länger zu unterstützen. Ohne die Unterstützung der Vereinigten Staaten ist das Regime verloren. Ich hatte noch den Bericht von Michel Poniatowski gegenwärtig, der mir mitgeteilt hatte, dass der Schah voll handlungsfähig sei, allerdings voller Trauer, müde und desillusioniert. Er war davon ausgegangen, dass die USA ihn weiter unterstützen würden. Aber innerhalb einer Woche, hatte sich der Wind gedreht. Jimmy Carter erklärte uns die weitere Entwicklung. Das Militär werde die Macht an sich reißen und die Ordnung im Land wiederherstellen. Die militärischen Anführer seien alle pro-westlich, die meisten von ihnen seien in den USA ausgebildet worden.“

Präsident Carter hatte mit seiner Entscheidung, den Schah nicht weiter zu unterstützen, die in Guadeloupe versammelten Staatschefs vor vollendete Tatsachen gestellt. Präsident Valéry Giscard d’Estaing war zu der Konferenz mit einer völlig anderen Einschätzung als Präsident Carter angereist:

„Der Schah sah die Lage vollständig klar, als er mit Poniatowski sprach. Er sagte: ‚Es geht um eine machtvolle religiöse Erneuerungsbewegung, die in dem lang andauernden Kampf zwischen der schiitischen Geistlichkeit und der Pahlavi-Dynastie sich zu einem ultimativen Kräftemessen aufgeschwungen hat. So laufen die Dinge eben im Iran.‘“

Nach dieser Einschätzung wäre es bei der entsprechenden politischen Unterstützung des Schahs durchaus möglich gewesen, die Lage im Iran zu stabilisieren und das politische Reformprogramm von Mohammad Reza Schah, die Weiße Revolution, weiter durchzuführen. Angesichts der Äußerungen von Präsident Carter war Präsident Giscard d’Estaing der Meinung, dass die Militärs und die religiösen Führer die entscheidenden Kräfte des Irans seien, und dass man beide zusammenbringen müsse.
Der britische Premierminister Callaghan berichtete, dass nach seinen Informationen der Schah den Iran in wenigen Tagen verlassen werde. Er gehe davon aus, dass der Iran unter einer neuen Regierung in außenpolitischen Fragen einen proarabischen Standpunkt einnehmen werde. Es sei daher erforderlich, mehr Kontakte zu den Golfstaaten herzustellen.
Nachdem sich die Staatschefs über die Lage im Iran ausgetauscht hatten, wollte Präsident Carter folgende Fragen geklärt wissen:
- Sollen die USA direkten Kontakt mit Chomeini aufnehmen?
- Würde es von Vorteil sein, wenn man einen Militärputsch unterstützen würde?
- Wie lange soll die USA eine Übergangsregierung unter dem designierten Premierminister Schapur Bachtiar unterstützen?

Der amerikanische Außenminister Cyrus Vance schlug vor, dass eine Delegation unter Leitung des ehemaligen Botschafters Theodor L. Eliot nach Paris reisen sollte, um direkt mit Chomeini zu verhandeln. Eliot sprach persisch und sollte Chomeini im direkten Gespräch davon überzeugen, dass dem designierten Premierminister Bachtiar mehr Zeit gegeben werde müsse, bevor Chomeini in den Iran zurückkehren könne. Offensichtlich konnte unter den Konferenzteilnehmern keine Einigkeit erzielt werden. Am 10. Januar 1979 rief Präsident Carter Präsident Giscard d’Estaing in Paris an, ob Frankreich nicht zwischen den USA und Chomeini vermitteln könne. Giscard d’Estaing sagte zu, den Kontakt zu Chomeini herzustellen. Die Mission von Botschafter Eliot und damit auch die direkte Kontaktaufnahme zwischen Vertretern der US-Regierung und Chomeini wurde abgesagt.

### Die Frage der Ölversorgung
Was die Frage der Ölversorgung betraf, war man sich darin einig, dass die Ereignisse im Iran zu einer Erhöhung der Ölpreise führen würden. Man wollte in dieser Frage mit der saudischen Führung Kontakt aufnehmen. Von den Förderausfällen des Iran waren vor allem Israel und Südafrika betroffen. Die iranische Ölförderung war nach Angaben des deutschen Botschafters Ritzel von früher 4,5 Mio. Fass pro Tag auf 200.000 bis 250.000 zurückgegangen. Südafrika bezog 90 % seines Öls aus dem Iran, bei Israel kamen 60 % des importierten Öls aus dem Iran. Südafrika hatte Vorräte angelegt, aus denen das Land zwei Jahre versorgt werden konnte. Israel war in einer weniger komfortablen Situation. Es wäre aber möglich, die Ausfälle des iranischen Öls mit Öl aus Mexiko oder Großbritannien zu ersetzen.
Präsident Carter war der Überzeugung, dass die Stellung Ägyptens durch die jüngsten Ereignisse im Iran gestärkt worden sei. Es gäbe Kontakte zwischen Ägypten und Saudi-Arabien über möglichen militärischen Schutz aus Ägypten im Falle eines Angriffes auf Saudi-Arabien. Carter widersprach damit einer Befürchtung des britischen Premierministers Callaghan, der eine Bedrohung Saudi-Arabiens durch starke palästinensische Kräfte sah.
Was Saudi-Arabien beträfe, wären die USA notfalls in der Lage, 100.000 Soldaten in kurzer Zeit nach Saudi-Arabien zu fliegen. Für diesen Zweck seien schnelle Eingreiftruppen vorgesehen, die bis zur Stärke eines Korps aus einer Panzerdivision, einer leichten Infanteriedivision und einer Marineinfanteriedivision bestünden.
Nachdem klar war, dass die weltweite Ölversorgung durch den Rückgang der Förderung im Iran nicht weiter gefährdet war, wurde die restliche Zeit der Konferenz der Lage in der Türkei, Südostasien und in Afrika gewidmet.

### Beschlüsse
Zum Ende der Konferenz entschied man, keine formellen Beschlüsse zu fassen. In einer zum Abschluss der Gespräche einberufenen Pressekonferenz betonte man die Harmonie, die zwischen den Staatsmännern geherrscht habe. „Es wird einige Zeit vergehen, bis Ziel, Sinn und Bedeutung dieser Versammlung erkennbar werden“, schreibt der nach Guadeloupe entsandte Robert Held in der Frankfurter Allgemeinen Zeitung vom 8. Januar 1979.
Nach dem Treffen war für alle an der Konferenz Beteiligten klar, dass man eine politische und keine militärische Lösung der Krise im Iran anstrebte. Nur welche Lösung man anstreben sollte, war völlig unklar. Bundeskanzler Helmut Schmidt war bei einem Treffen mit dem saudischen Außenminister Prinz Saud al-Faisal am 19. Januar 1979 der Meinung:

„Die Gespräche in Guadeloupe hätten gezeigt, dass keiner der Teilnehmer ein klares Konzept für den Iran gehabt habe.“

Mir Ali Asghar Montazam fasst die Ergebnisse der Konferenz in seinem Buch The Life and the Times of Ayatollah Khomeini wie folgt zusammen:

„Die Konferenz von Guadeloupe … war die willkommene Gelegenheit für Carter, sich mit den drei wichtigsten europäischen Politikern darüber einig zu werden, den Schah fallen zu lassen … alles, was die Alliierten benötigten, war iranisches Öl und Stabilität in der Region …. Als General Robert Huyser ohne weitere Ankündigung in spezieller Mission in Teheran eintraf, repräsentierte er die gesamte westliche Allianz, nicht nur die USA. Die Kommandeure der iranischen Streitkräfte stimmten ihrem Verbleib im Iran trotz des Exils des Schahs erst zu, als Huyser ihnen die Gesprächsprotokolle der Konferenz von Guadeloupe zeigte.“

## Die Ereignisse nach der Konferenz
Nach der Rückkehr Präsident Carters aus Guadeloupe wurde in der deutschen Presse erstmals von einem „Amerikanischen Sinneswandel“ berichtet:

„Die Politik der Vereinigten Staaten gegenüber Iran hat sich entscheidend verändert: Washington tritt jetzt für die rasche Bildung einer Zivilregierung in Teheran und ein zumindest zeitweiliges Abtreten des Schahs ein. Der Schah soll nach amerikanischer Absicht sein Land verlassen, um die Wiederherstellung geregelter Verhältnisse zu ermöglichen. … Damit hat die monatelange, angesichts der steigenden Unruhen im Iran immer schwerer haltbare Unterstützung des Schahs um jeden Preis aufgehört.“

### Bachtiar wird Premierminister
Botschafter Sullivan hatte am 4. Januar 1979 zu Beginn der Konferenz von Guadeloupe Mohammad Reza Schah aufgesucht, um ihn darüber zu informieren, dass die US-Regierung plane, direkten Kontakt zu Chomeini aufzunehmen. Mohammad Reza Schah äußerte gegenüber Botschafter Sullivan keine Einwände. Sullivan rief Außenminister Cyrus Vance in Guadeloupe an und teilte ihm mit, dass der Schah keine Einwände gegen den direkten Kontakt zwischen der US-Regierung und Chomeini hätte. Präsident Carter zog es trotzdem vor, den Kontakt zu Chomeini über den französischen Präsidenten herzustellen, was Botschafter Sullivan wiederum so erboste, dass Präsident Carter erwog, Sullivan aus Teheran abzuberufen. Botschafter Sullivan hatte bereits eigene Kontakte zu den Vertretern Chomeinis in Teheran geknüpft und wollte gern selbst und nicht über die französische Regierung den Kontakt zu Chomeini herstellen. Sullivan sah sich als Architekt der neuen Beziehungen zwischen den USA und Iran und wollte dieses Verdienst nicht französischen Emissären überlassen. Erst durch Intervention von Außenminister Vance konnte der Streit zwischen Botschafter Sullivan und Präsident Carter beigelegt werden. Sullivan blieb in Teheran.
Der weitere Ablauf der Ereignisse schien nunmehr vorbestimmt. Botschafter Sullivan setzte sich in Washington weiter für direkte Kontakte zwischen Vertretern der Carter-Administration und Chomeini ein, und am 14. Januar 1979 beauftragte Präsident Carter Warren Zimmermann, einen politischen Berater der US-Botschaft in Paris, Kontakt mit Ibrahim Yazdi, einem Berater von Chomeini, aufzunehmen. Yazdi erläuterte den Inhalt der Gespräche in einem 2008 gegebenen Interview:

„Mein Eindruck war, dass die Vertreter der USA über die Situation im Iran nicht wirklich informiert waren. Meiner Meinung nach glaubten Sie, dass der Schah an der Macht bleiben könnte, und dass jede Veränderung oder Reform unter seiner Führung geschehen sollte. … Die Amerikaner waren über das Machtvakuum besorgt, das entstehen würde, wenn der Schah das Land verließe, und sie fragten sich, wer dieses Vakuum füllen würde. Wir kamen dann überein, dass der Schah doch das Land verlassen sollte, und Schapur Bachtiar Premierminister werden sollte. Die Armee würde sich an der Revolution beteiligen und ihre neue Rolle im Verlauf der Revolution finden. Brzezinski war der Überzeugung, dass nach der Abreise des Schah die einzige Möglichkeit, eine Machtübernahme kommunistischer Kräfte zu verhindern, darin bestand, das Militär und die Geistlichkeit zur Zusammenarbeit zu bewegen. Seine Überlegung war, dass die Geistlichkeit antikommunistisch eingestellt sei, und dass sie zudem in der Lage wäre, die Massen zu mobilisieren. Die Armee mit ihren 400.000 Mann war ebenfalls antikommunistisch ausgerichtet, und darin ausgebildet, Aufstände niederzuschlagen. Eine Koalition von Armee und Geistlichkeit könnte daher die Gefahr einer kommunistischen Machtübernahme neutralisieren … Die Amerikaner waren der Meinung, dass die Armee nach dem Sieg der Revolution ihren Anteil an der politischen Macht einfordern könnte, wenn sie ihre Stärke in Takt hielte und sich an der Revolution beteiligte.“

In Teheran bereitete sich Mohammad Reza Schah auf seine Abreise in die USA vor. Präsident Carter ging zunächst weiter davon aus, dass der Schah direkt von Teheran in die USA fliegen würde. General Huyser traf sich täglich mit den Kommandeuren der iranischen Streitkräfte, die unter dem Oberbefehl von General Abbas Gharabaghi standen, um Pläne für ein mögliches Eingreifen des Militärs nach der Abreise des Schahs auszuarbeiten, wenn es die Lage denn erfordern sollte. Ansonsten wollte man Premierminister Schapur Bachtiar nach besten Kräften unterstützen.

### Die Position der Sowjetunion
Der sowjetische Botschafter in den USA, Anatoli Fjodorowitsch Dobrynin hatte am 11. Januar 1979, den deutschen Botschafter in den USA, Berndt von Staden, zum Mittagessen in seine Residenz eingeladen. Dobrynin erkundigte sich bei dem deutschen Botschafter nach den Ergebnissen der Konferenz von Guadeloupe. Von Staden informierte ihn darüber, dass der Bundeskanzler SALT II unterstützen würde. Was Iran betraf, erinnerte Dobrynin den deutschen Botschafter an den Sowjetisch-iranischen Freundschaftsvertrag von 1921, der der Sowjetunion das Recht zu bewaffneter Intervention für den Fall gebe, dass dritte Mächte intervenierten. Dobrynin machte deutlich, dass für die Sowjetunion der Iran als ein Nachbarland gelte. Aus diesem Grund habe die Sowjetunion ein besonderes Interesse an der Entwicklung im Iran. Mit dem Hinweis auf den Sowjetisch-iranischen Freundschaftsvertrag machte Dobrynin deutlich, dass ein militärisches Eingreifen des Westens im Iran ernste Konsequenzen bis hin zu einer militärischen Intervention der Sowjetunion nach sich ziehen würde.

### Chomeini kehrt zurück
Chomeini hatte am 11. Januar 1979 erklärt, dass ein Auslandsaufenthalt Mohammad Reza Schahs nichts an den Verhältnissen ändern würde, solange er nicht als Schah des Iran abdanken würde. Am 16. Januar 1979 verließ Mohammad Reza Schah den Iran. Der vom Schah ernannte Premierminister Bachtiar war in einer Sondersitzung von Parlament und Senat bestätigt worden. Mohammad Reza Schah hatte entsprechend der Verfassung einen Kronrat eingesetzt, der ihn während seiner Abwesenheit vertreten sollte. Der Schah flog allerdings nicht wie zuerst geplant in die USA, sondern nach Ägypten.

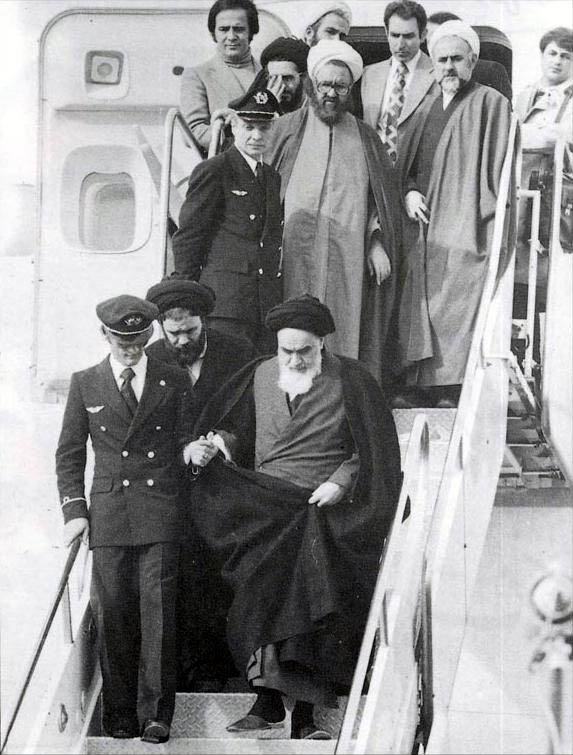
Ayatollah Chomeini nach seiner Rückkehr aus Frankreich, 1. Februar 1979, Flughafen Teheran-Mehrabad.

Für den 19. Januar 1979 hatte Chomeini von Paris aus zu einer Großdemonstration in Teheran aufgerufen. Die Demonstranten forderten, dass „Gott, der Koran und Chomeini“ die bisherige Staatsphilosophie „Gott, König und das Land“ ersetzen sollte. Die Armee griff nicht weiter ein, die Demonstranten riefen „Die Armee ist unser Bruder“ und verteilten Blumen an die in den Straßen Teherans postierten Soldaten. Noch lief alles wie in Guadeloupe besprochen. Einzig Chomeini war nicht dazu zu bewegen, Premierminister Bachtiar die gewünschte Zeit zu geben, um im Land wieder Ruhe und Ordnung herzustellen und die Wirtschaft wieder in Gang zu bringen.
Am 1. Februar 1979 kehrte Chomeini in den Iran zurück. Die Vertreter Chomeinis hatten mit dem Militär vereinbart, dass sie die Verantwortung für die Sicherheit Chomeinis übernehmen würden. Polizei und Militär hielten sich zurück und die triumphale Rückkehr Chomeinis konnte ohne weitere Vorkommnisse vonstattengehen. Die amerikanische Botschaft hatte inzwischen mit der Evakuierung der über 10.000 amerikanischen Militärberater begonnen. Sensible Akten und der Geheimhaltung unterliegende Waffensysteme wurden in die USA gebracht. Am 2. Februar 1979 wurde zwischen Eric von Marbod, einem Vertreter des US-Verteidigungsministeriums, und Vertretern des iranischen Verteidigungsministeriums ein Memorandum of Understanding über die „Restrukturierung“ und teilweise Beendigung der weiteren militärischen Zusammenarbeit unterzeichnet. Am 3. Februar 1979 verließen Eric von Marbod und General Huyser den Iran. Das iranische Militär war von nun an auf sich allein gestellt.

### Sturz des Premierministers Bachtiar
Die erste Abweichung von dem in Guadeloupe diskutierten Szenario gab es am 5. Februar 1979, als Chomeini die Regierung von Premierminister Bachtiar für illegal erklärte und Mehdi Bāzargān zum Premierminister einer Übergangsregierung ausrief, ohne sich mit dem Militär abzustimmen. Mit diesem Schritt hatte Chomeini die Rolle übernommen, die zuvor Mohammad Reza Schah innehatte, nämlich dem Parlament eine geeignete Person für das Amt des Premierministers vorzuschlagen. Chomeini ging aber einen Schritt weiter, als es die Verfassung vorsah. Er ernannte den Premierminister direkt. Das Parlament wurde nicht mehr gefragt. Da Schapur Bachtiar nicht daran dachte, sein Amt ohne weiteres niederzulegen oder zurückzutreten, hatte Iran für eine kurze Zeit zwei Premierminister. Am 9. Februar 1979 geriet die weitere Entwicklung dann völlig außer Kontrolle. In den Kasernen der Kaiserlichen Garde brachen Schießereien zwischen Pro-Chomeini-Kräften und Pro-Schah-Kräften aus. Am 10. Februar 1979 wurde in Teheran der Ausnahmezustand verhängt. Premierminister Bachtiar rief die Oberbefehlshaber der iranischen Armee zu sich, um das weitere Vorgehen zu besprechen. Als die Generäle sahen, dass Bachtiar das Bild des Schahs aus seinem Amtszimmer entfernt und durch ein Bild Mossadeghs ersetzt hatte, hielten sie dies für Hochverrat. Bachtiar hatte in diesem entscheidenden Moment die Unterstützung der Generäle verloren. Am 11. Februar 1979 erklärte die militärische Führung in den anhaltenden politischen Auseinandersetzungen ihre Neutralität und rief ihre Soldaten in die Kasernen zurück.
Mit dieser Entscheidung des iranischen Militärs war das Schicksal Premierminister Bachtiars besiegelt. Bewaffnete Revolutionäre griffen das US-Konsulat in Täbris an. In Teheran musste Premierminister Bachtiar mit einem Hubschrauber aus seinem Amtssitz fliehen und sich versteckt halten, bis er im März 1979 den Iran heimlich verlassen und in Frankreich um Asyl nachsuchen konnte. Damit war der letzte von Schah Mohammad Reza Pahlavi vorgeschlagene und vom iranischen Parlament und Senat bestätigte Premierminister Irans abgetreten. Das Szenario von Guadeloupe einer friedlichen Umgestaltung des politischen Systems im Iran hatte sich überlebt. Die Weiße Revolution des Schahs war zu Ende. Die islamische Revolution von Chomeini war in eine neue Phase getreten.